# Сальмонеллёзная септицемия
Сальмонеллезная септицемия (Сальмонеллезный сепсис, Salmonella sepsis, МКБ A02.1) - генерализованная форма сальмонеллёза, инфекционной и паразитарной болезни, возбудителями которой служат различные виды сальмонеллы. У лиц с нормальным иммунитетом сальмонеллёз обычно протекает в виде гастроэнтерита, а у больных с иммунодефицитом — в виде тяжелой септицемии (Jacobs, 1985). В Центральной Европе сальмонеллезная септицемия у ВИЧ-инфицированных встречается редко (менее чем у 1 % больных СПИДом). В швейцарской когорте, включавшей 9000 больных СПИДом, за 9 лет рецидивирующий сальмонеллез развился только у 22 больных (Burkhardt, 1999). В Южной Европе и Африке сальмонеллез встречается чаще. Основной источник инфекции — инфицированная пища, особенно птица. Рецидивы возникают часто. Помимо септицемии возможны также сальмонеллезный остеомиелит, эмпиема плевры, абсцессы легких, пиелонефрит и менингит (Albrecht, 1992; Nadelman, 1985). Рецидивирующая сальмонеллезная септицемия относится к критериям СПИДа.

## Клиническая картина и диагностика
Состояние больных обычно тяжелое. Характерны озноб и высокая лихорадка. Если лечение откладывается, возникает угроза септического шока. Диареи может не быть.
При посеве крови обычно выделяют Salmonella enteritidis и Salmonella typhimurium, в редких случаях — Salmonella Typhi и Salmonella Paratyphi (возбудителей брюшного тифа и паратифа соответственно).

## Лечение
Препарат выбора — ципрофлоксацин (Jacobson, 1989). Несмотря на хорошую биодоступность препарата, мы предпочитаем вводить препарат в/в. Эффективны также цефалоспорины, такие как цефотаксим и цефтриаксон. ТМП/СМК и ампициллин, напротив, все чаще оказываются не эффективными из-за устойчивости к ним. Обычно достаточно недельного курса ципрофлоксацина или цефтриаксона. Поддерживающую терапию нужно продолжать 6 8 мес и не прекращать слишком рано (Hung, 2001). Раньше вторичную профилактику рекомендовали проводить пожизненно (Nelson, 1992), сегодня в этом нет необходимости.